# Hunnebostrand
Hunnebostrand is een plaats in de gemeente Sotenäs in het landschap Bohuslän en de provincie Västra Götalands län in Zweden. De plaats heeft 1801 inwoners (2005) en een oppervlakte van 163 hectare.

## Verkeer en vervoer
Bij de plaats lopen de Länsväg 171 en Länsväg 174.